# Aline Gagnaire
Pour les articles homonymes, voir Gagnaire.
Aline Gagnaire, née à Paris 14e le 11 septembre 1911 et morte à Paris 18e le 11 février 1997, est une artiste peintre et graveuse surréaliste française.

## Biographie
Appartenant à la génération des surréalistes parisiens, Aline Gagnaire fait partie du groupe Les Réverbères (1938-1939) dans l'atelier du peintre Jean Marembert par Michel Tapié, Jacques Office, Pierre Minne et Henri Bernard. Le groupe édite une revue éponyme dont cinq numéros paraitront ; elle participe au premier par des textes et des illustrations. Elle prendra part au groupe La Main à plume sous l'Occupation. Elle expose avec les surréalistes à Paris à la galerie Furstenberg dans les années 1950-1960. Elle invente des « calligrammes », les « blancs de blancs », les tableaux-chiffons, les tableaux-murs, etc. Elle expose à la Biennale de Venise de 1986 sur l'invitation d'Arturo Schwarz. 
Aline Gagnaire est Auditrice Réelle au Collège de 'Pataphysique et est membre de l'Ouvroir de peinture potentielle (Oupeinpo).

## Contributions bibliophiliques
- Les Reverbères, premier numéro de la revue néo-Dada qui en comprend cinq en tout. Textes de Noël Arnaud, Henri Bernard, Louis Cattiaux, Jean-François Chabrun, Jean-Claude Diamant-Berger, Madeleine Gautier, Aline Gagnaire, André Guillot, Jean Jausion, Louis Laxer, Marc Patin, Jean Renaudière, Gérard de Sède et Tavares Bastos ; illustrés de dessins, notamment par Pierre Vérité, Michel Tapié, Jean Janin, Ulrich Senn, Marcel Laloë, Jean Lafon, Roger Sby, Aline Gagnaire, Pierre Minne, Simone Bry, Pierre Ino, Geneviève La Haye, Jean Lambert-Rucki, Gio Colucci.
- Cheval à quatre, textes et illustrations d'Henri Bernard, Simone Bry, Aline Gagnaire, Maurice Fréderic, Jean Jausion, Michel Tapié, douze pages, trente deux exemplaires, Les Éditions des Reverbères, 1940.
- Dédale, textes et illustrations de Noël Arnaud, Henri Bernard, Simone Bry, Maurice Frédéric, Aline Gagnaire, Jean Jausion, Jean Marembert, Loys Masson, André Poujet, Michel Tapié.
- Noël Arnaud, Huit poèmes pour Cécile, bois gravés d'Aline Gagnaire et Michel Tapié, trente deux pages, cent cinquante exemplaires numérotés, Au Cheval de 4, 1941.
- Jean Jausion, L'oiseleur du silence, eau-forte originale d'Aline Gagnaire, vingt exemplaires sur papier Hollande, Les Cahiers d'art, 1940.
- Transfusion du verbe, textes et poèmes de Jean-François Chabrun, Jacques Bureau, Paul Éluard, Christian Dotremont, Noël Arnaud, Paul Chancel, J.-V. Manuel (Manuel Viola dit), Marc Patin, Jean Renaudière, L'Usine à Poèmes, illustrations de Pablo Picasso, Óscar Domínguez, Raoul Ubac, Tita (Edith Hirshova dite), Aline Gagnaire et Gérard Vulliamy, La Main à plume, 1941.
- Noël Arnaud, L'illusion réelle, poèmes enrichis de dessins d'Aline Gagnaire, La Main à plume, 1942.
- Henri Michaux, Poésie pour pouvoir, couverture en bois de teck avec charnières apparentes et cinquante clous en cuivre, édité par René Drouin avec la collaboration d'Henri Michaux, Aline Gagnaire et Michel Tapié (les quelques exemplaires réalisés, dont l'un est aujourd'hui conservé par la bibliothèque littéraire Jacques-Doucet à Paris, sont revêtus des quatre signatures), 1949[6].

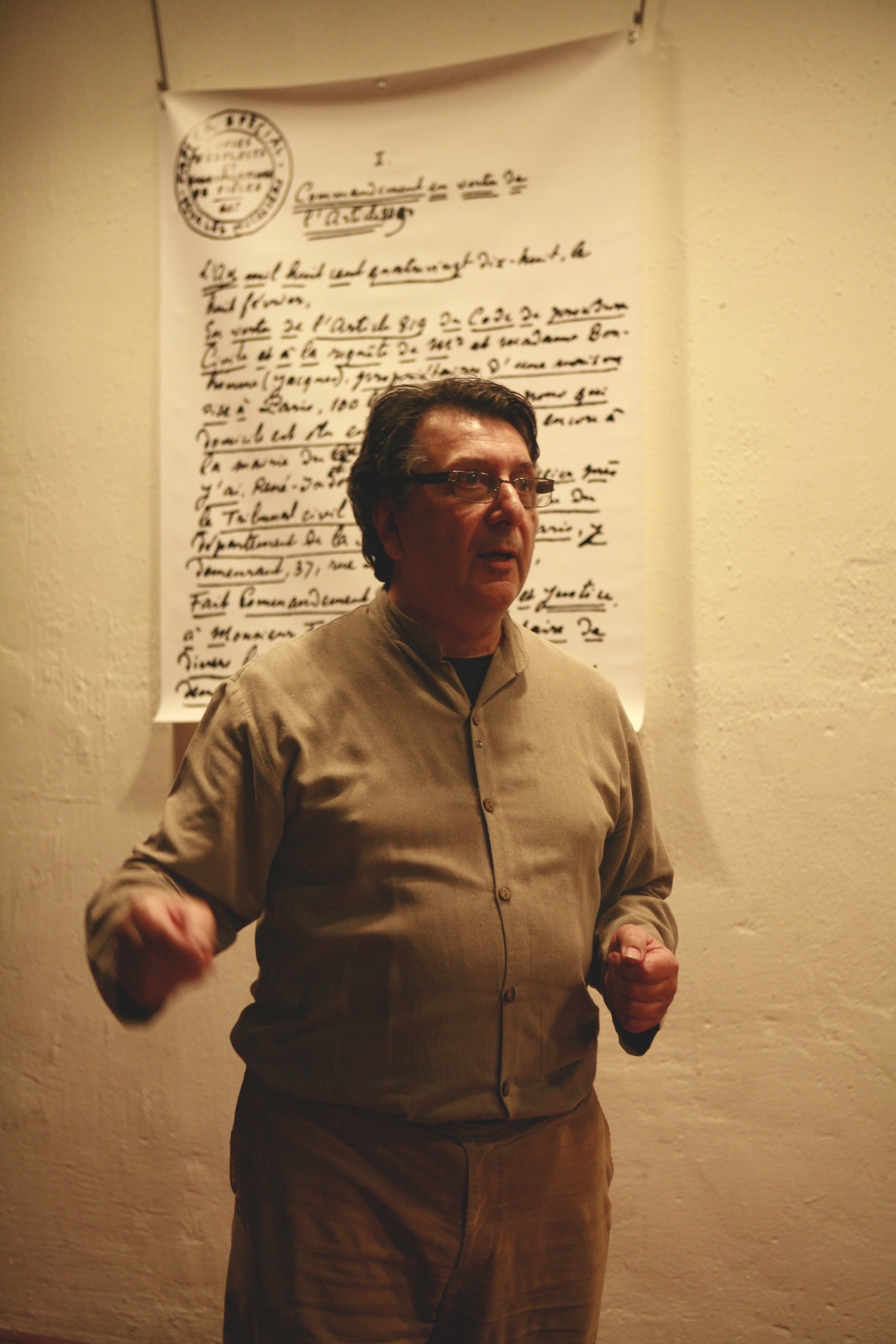
Thieri Foulc

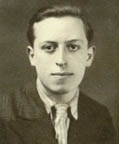
Marc Patin (1919-1944).

- André Frédérique, textes de Philippe Soupault, Georges Charbonnier, Édouard Jaguer, Jean Chouquet, Henri Parisot, Chaval, Pierre Ajame, Henri Chopin, Pierre Barbaud et Aline Gagnaire, Revue Non lieu 5/6, imprimerie Chirat, Saint-Just-la-Pendue, 1960.
- UR - Nouvelle série, n°5, recueil de quatorze œuvres originales (dessin, collage ou technique mixte) de Jacques Gelp, Shōichi Hasegawa, Aline Gagnaire, Frédéric Studeny, Jacques Gaulme, Maurice Lemaître, Roland Sabatier, Micheline Hachette, Claude-Pierre Qhemy, Jacques Spacagna, Aude Jessemin, Alain Tremblay, Jac Adam, Alain de Latour, chaque œuvre justifiée et signée par l'artiste, cent trente exemplaires numérotés, printemps 1965.
- Jehan Van Langhenhoven, Le dernier tram pour Cinecitta - Enté de Saphurne, illustrations d'Aline Gagnaire, Le Pont de l'épée, 1979.
- Thieri Foulc, Le Morpholo, jeu créatif de vingt-cinq feuillets à découper en deux cent cinquante-six carreaux noir et blanc formant une combinaison aléatoire qui permet de multiplier les réalisations. La façon de jouer est donnée dans la préface. Photos de Carelman, Thieri Foulc, Jean Dewasne et Aline Gagnaire, collection « Ouvroir de Peinture Potentielle », éditions Cymbalum Pataphysicum, juin 1985.
- Marc Patin (postface de Guy Chambelland), Anthologie, illustrations d'Aline Gagnaire, Le Pont sur l'eau, 1992.
- Jehan Van Langhenhoven, Du cochon (et de ses truismes), illustrations d'Aline Gagnaire, Java éditeur, 1995.
- Jehan Van Langhenhoven, L'outre-nu, illustrations d'Aline Gagnaire, Rafael de Surtis, 2004.
- Boris Vian, Blind ar Karkelen. Med polyptykon av Aline Gagnaire. Översättning av Kapplan Richard Bonossti. Efterord av Isidor Tanbrosch, Rönnells Antikvariat AB, Stockholm, 2006.

## Principales expositions
- Juin-juillet 1938 : « Les Réverbères - Première exposition », 13, avenue de la Grande Armée, Paris[7].
- 1939 : participation à diverses revues : la Main à Plumes, Réverbères, etc., (illustrations et texte).
- 1945 : exposition des Surréalistes belges, Bruxelles.
- 1946 : Salon des surindépendants et deux expositions à Paris.
- 1947 : Aline Gagnaire, Félix Labisse, Carzou, Foyer Montparnasse, Paris ; exposition personnelle à la galerie des Deux Iles, Paris ; exposition personnelle à la galerie Furstenberg, Paris.
- 1948 : « La jeune peinture française », Baden-Baden, Allemagne.
- 1952 : Salon de Mai, Paris.
- 1953-1954 : groupe l’Étoile scellée (plusieurs expositions de groupe).
- 1954 : exposition de groupe de l’Étoile scellée, Lima, Pérou.
- 1955 : « Alice au pays des merveilles », galerie Kléber, Paris.
- 1956 : exposition de groupe avec Max Ernst, André Masson, Joan Miró, Francis Picabia, etc., galerie Furstenberg, Paris ; exposition personnelle, galerie Furstenberg, Paris.
- 1957 : exposition de groupe, galerie Furstenberg, Paris.
- 1959 : Salon des surindépendants, Paris.
- 1961 : groupe Fantasmagie (plusieurs expositions à Bruxelles).
- 1962 : groupe Fantasmagie, expositions à Liège et Anvers.
- 1963 : expositions de groupes, galerie l'Œil de bœuf, Paris, et galerie 7, Paris
- 1964 : exposition personnelle, Salle royale des Beaux-Arts, Verviers, Belgique.
- 1967 à 1980 : Salon Comparaisons, Paris.
- 1970 : exposition personnelle, les Halles, Paris.
- Septembre-octobre 1972 : exposition personnelle, galerie Nova, Barcelone.
- 1973 à 1980 : Salon de Mai, Paris.
- 1973 : « Formes pour un espace », Saint-Germain-en-Laye ; exposition personnelle à la galerie Nova, Barcelone ; exposition personnelle à la galerie l'Œil écoute, Lyon.
- 1975 : exposition personnelle, galerie Odéon, Paris.
- 1977 : « Couture/Peinture », exposition « Féminie », UNESCO, Paris, « Femmes/Graphismes / Textes/Musiques / Action », galerie NRA, Paris, « Utopie et Féminisme », Paris.
- 1980 : « Les Trois Parques », galerie le Poisson d'or, Paris.
- mars-mai 1982 : Vingt ans d'une galerie de province : Galerie l'Œil écoute - Olivier Debré, Aline Gagnaire, Pierre Graziani, Jean-Jacques Morvan, Michel Moskovtchenko, Georges Romathier…, Espace lyonnais d'art contemporain, Lyon.
- novembre-décembre 1985 : Rétrospective Aline Gagnaire, espace Poisson d'or, Lyon.
- 1986 : Biennale de Venise, musée de la vieille Charité, « La Planète affolée », Marseille.
- 1987 : Salons de la Malmaison « Masques d'Artistes », Cannes ; exposition personnelle à la galerie l'Aire du Verseau, Paris.
- 1989 : exposition de groupe, « Collège de ‘Pataphysique », université de Montréal.
- 1990 : exposition de groupe, cloître de San Marco, Florence, Salons Comparaisons « France-Japon », Japon.

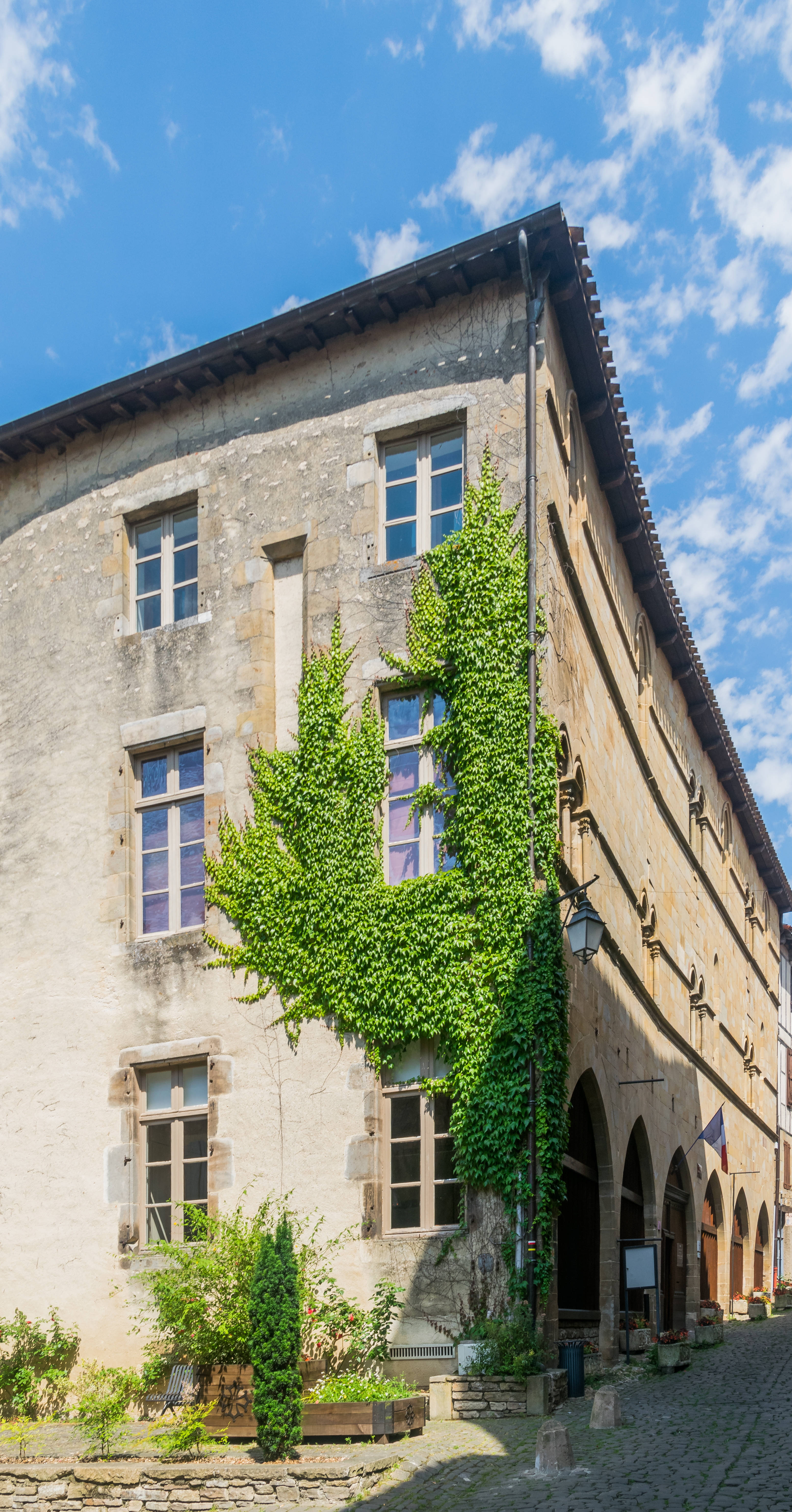
Maison Fompeyrouse, Cordes-sur-Ciel.

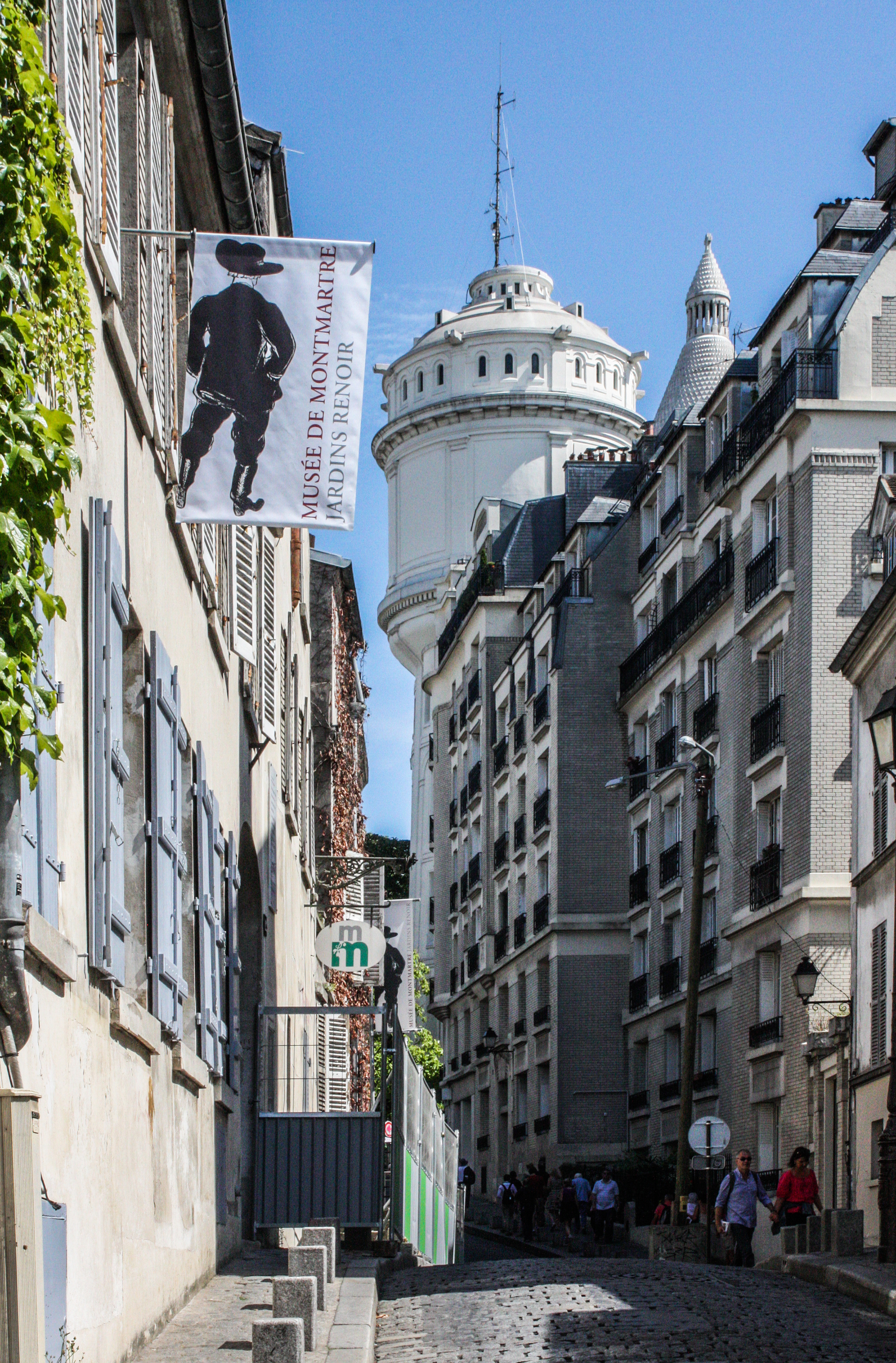
Musée de Montmartre, Paris.

- 1991 : exposition à la galerie 0z-Ekla-Dona Levy.
- 1991 : manifestations de l'Oupeinpo : Centre culturel des Chanteaux à Liège, université de Florence.
- 1992 : exposition de groupe, « Les Couleurs de l'Argent », musée de la Poste, Paris.
- 1993 : exposition personnelle, galerie Elga Wimmer, New York, Affaire culturelle, New York, conférence Université, Arturo Schwarz, New York.
- 1994 : manifestations de l'Oupeinpo, colloque Raymond Queneau, Revue parlée Centre Georges-Pompidou. Colloque Raymond Queneau, Thionville.
- 1995 : exposition personnelle, La Marraine du Sel, Paris.
- 1995 : fait partie de l'Association Tree Art, Paris.
- 1996 : exposition personnelle, Studio de l'Image, Paris.
- 1997 : Ecce Ubu, maison du spectacle de la Bellone, Bruxelles[8].
- juin-septembre 2004 : rétrospective, maison Fompeyrouse, Cordes-sur-Ciel (Tarn).
- juillet-août 2010 : 14e rencontres d'art contemporain, « Sous le signe du poisson », hommage à Jacqueline Chardon-Lejeune, château de Saint-Auvent[9].
- mai-juin 2011 : Oupeinpo, école nationale supérieure d'art de Bourges[10].
- octobre-décembre 2018 : Signes d'écriture, galerie Béatrice Bellat, Paris[11].
- mars-septembre 2023 : Surréalisme au féminin ?, musée de Montmartre, 12, rue Cortot, Paris[12].
- novembre-décembre 2024 : Transformer le monde, changer la vie : une bibliothèque surréaliste, galerie Jocelyn Wolff, Romainville[13].

## Réception critique
- « Elle fut d'abord influencée par le surréalisme, fréquentant dans les années trente et quarante les cercles surréalistes à Paris, André Breton et Francis Picabia, puis par l'art brut, rencontrant Jean Dubuffet, et s'intéressa à l'art référé au bouddhisme Zen, qu'elle étudia. Elle créa ensuite des reliefs avec des matériaux divers, comme les chiffons dans les tableaux-chiffons, dans la manière parfois de Enrico Baj, mais aussi des tableaux-matières, tableaux-clous, etc. Elle travailla également avec Maurice Lemaître et réalisa des pictogrammes selon les préceptes lettristes. Presque toujours vouée à la figure humaine, la traitant avec tendresse ou vindicte, elle l'a encore évoquée avec recul dans d'étranges reliefs en plâtre blanc. Son œuvre est varié, plein d'humour, en perpétuel renouveau par l'exploration de techniques matérielles diverses et surtout de techniques de création. » - Jacques Busse[4]
- « Elle ne renonça jamais à ses Pictogrammes dont la série continue avait été entreprise au début des années cinquante, probablement après avoir rencontré Henri Michaux. À l'encre de Chine sur papier blanc ou à la peinture noire sur toile blanche, les Pictogrammes sont le fruit d'une discipline associative et méditative doublement héritée du surréalisme et du bouddhisme zen. Par leur spontanéité et leur grâce, ils sont en opposition aux Tableaux-chiffons et aux Tableaux-matière mais ils ne sont pas sans lien avec la période blanche des Empreintes et des structures minimales en plâtre. Au début des années cinquante, les Pictogrammes d'Aline Gagnaire sont proches de la calligraphie japonaise dont quelques peintres abstraits, comme Hans Hartung ou Jean Degottex, s'inspiraient à la même époque. Ils se sont détachés de la tendance calligraphique gestuelle pour devenir une sorte de répertoire de ses notations plastiques, prises au jour le jour selon ses doutes et ses certitudes sur elle-même et sur la condition humaine. Certains Pictogrammes pourraient être des variations à partir de deux lettres, le A pour Aline et le G pour Gagnaire, déformées, permutées ou métamorphosées en silhouettes humaines. D'autres partent de simples points ou de traits pour devenir de petites formes animales enroulées sur elles-mêmes ou, au contraire, bondissantes et étirées. Enfin, des centaines de feuillets couverts d'une écriture illisible évoquent les pages d'un grand codex secret. » - Aline Dallier-Popper[14]
- « Artiste singulière - "peintre indéfiniment autre" - indifférente aux écoles, plus proche de Dada que du surréalisme, son œuvre est l'expression de sa passion de l'imaginaire et de la liberté sous les formes les plus opposées allant de l'onirisme enchanté aux cris et grimaces ubuesques, des révoltes de matières aux rêveries pictogrammiques, des silhouettes entrevues aux figures apaisées d'un blanc au-delà du blanc. Inclassable, fascinante : autre. » - Jean Bollery[15]

## Collections publiques

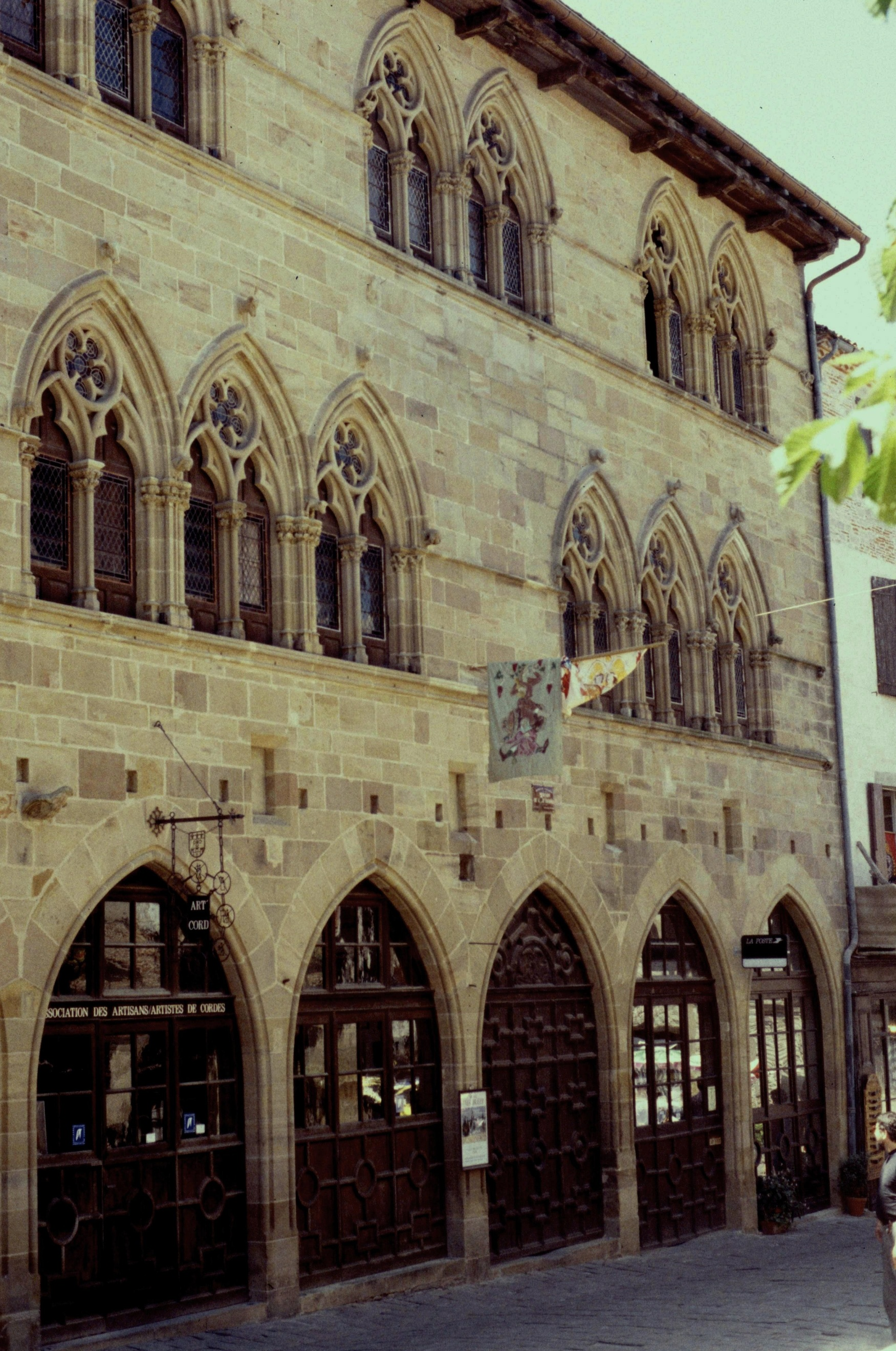
Musée d'art moderne et contemporain, Cordes-sur-Ciel

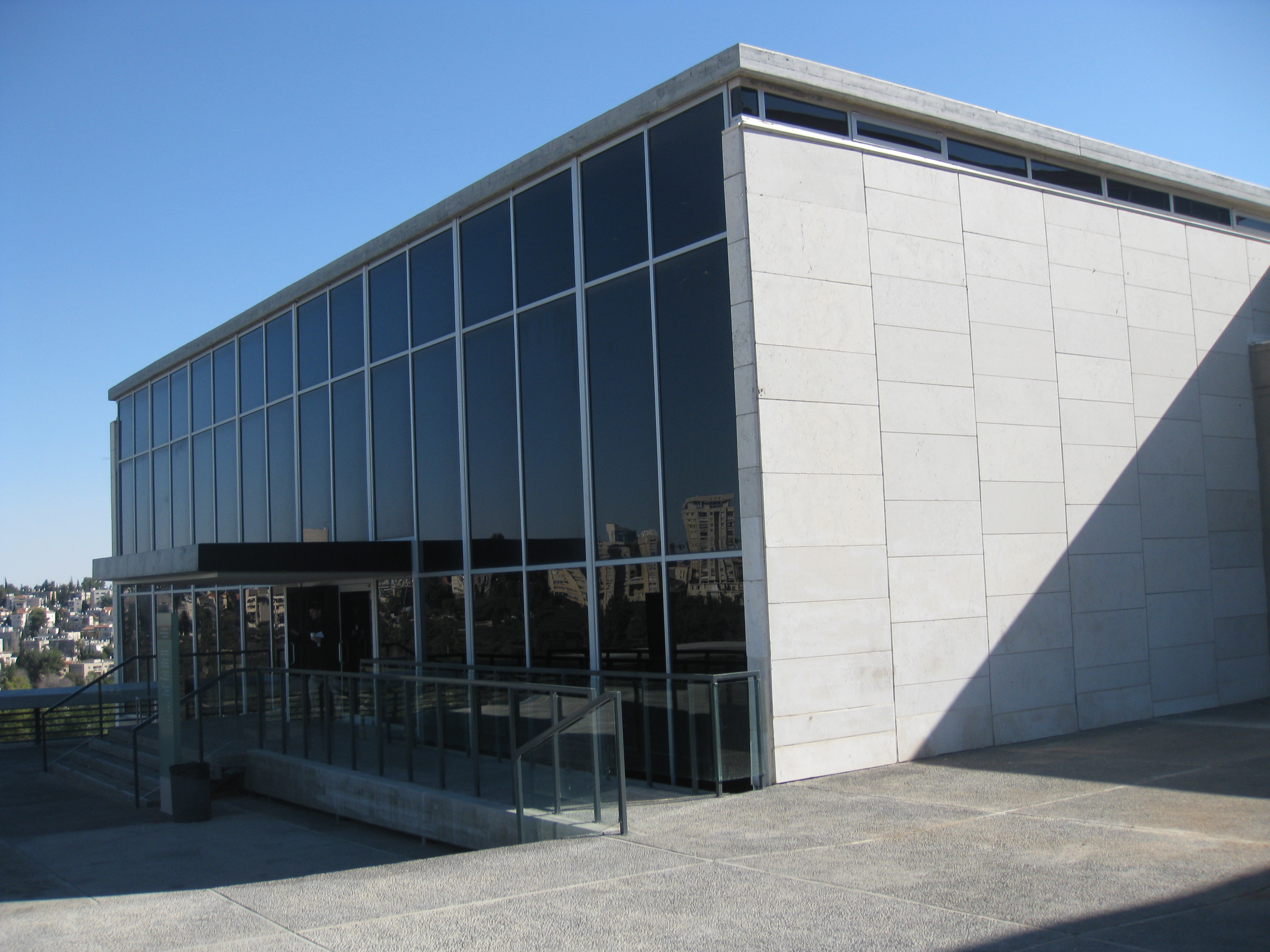
Musée d'Israël, Jérusalem

### France
- Cordes-sur-Ciel, musée d'Art moderne et contemporain : une salle consacrée à Aline Gagnaire[16].
- Lyon, Fondation Renaud : acquisitions et importante donation Aline Gagnaire[17].
- Paris :
  - bibliothèque de l'Arsenal.
  - département des estampes et de la photographie de la Bibliothèque nationale de France : eau-forte pour L'oiseleur du silence de Jean Jausion.
  - musée national d'Art moderne.
- Puteaux, Fonds national d'art contemporain :
  - La tête de l'homme, tableau-objet 65x63cm, 1955[18].
  - Visage blanc, plâtre 101x101cm, vers 1973[19] ;
  - Don Juan, peinture, ciment et plâtre sur toile 92x73cm, vers 1984[20].

### Israël
- Jérusalem, musée d'Israël[21] :
  - Composition surréaliste, 1945, peinture ;
  - Transformation transcendante, 1945, peinture ;
  - Le Tigre et le dragon, 1966, plâtre monochrome.

### Bibliographie

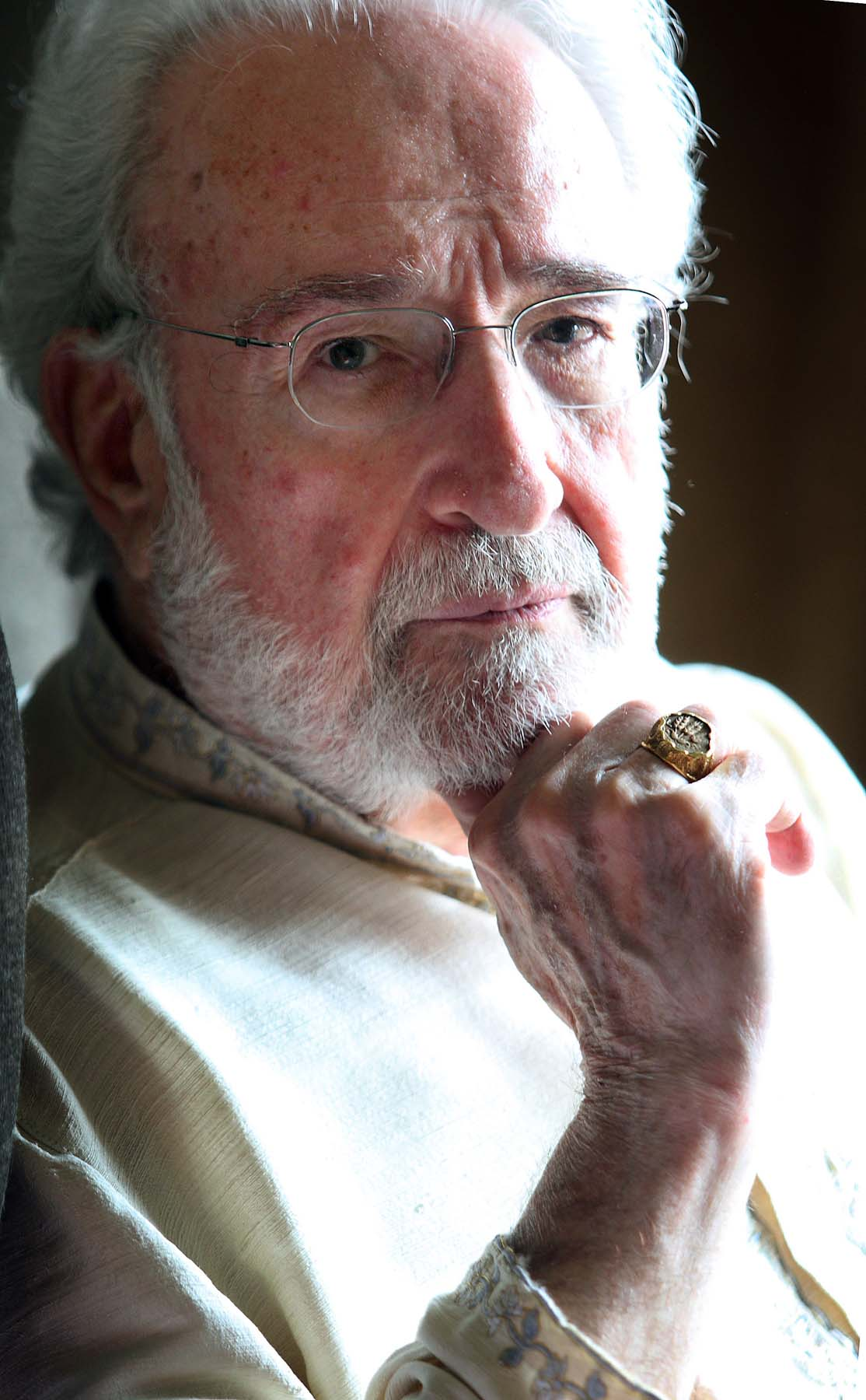
Arturo Schwarz

### Italie
- Milan, Fondation Arturo-Schwarz.

## Collections privées référencées
- Jacques Carelman[22].

### Conférences
- Arturo Schwarz, Influence politique surréaliste et engagement artistique d'Aline Gagneire, fondation Cooper, New York, 1993.

### Filmographie
- Points d'émergence, portraits de Charlotte Calmis, Véra Pagava et Aline Gagnaire, de Carole Roussopoulos et Marie-Jo Bonnet, 1978.
- Aline Gagnaire ou la passagère de l'atelier 37 de Robert Cappadoro, Biennale de Beaubourg, 1995 (visionner en ligne, durée 31 min 17 s).

### Fonds d'archives
- Bibliothèque nationale de France, archives et manuscrits : carnets, notes, lettres, dessins, peintures, don Jean Bollery (descriptif en ligne).
- Institut mémoires de l'édition contemporaine (IMEC), abbaye d'Ardenne (descriptif en ligne).